# 広島県道254号比婆山公園線
広島県道254号比婆山公園線（ひろしまけんどう254ごう ひばやまこうえんせん）は、広島県庄原市を通る一般県道である。

## 概要
比婆山公園から国道183号に至る。

### 路線データ
- 起点：広島県庄原市西城町熊野（比婆山公園前、広島県道255号比婆山公園森脇線起点）
- 終点：広島県庄原市西城町熊野（国道183号交点）
- 総延長：約14.5 km

## 路線状況

### 重複区間
- 広島県道255号比婆山公園森脇線（庄原市西城町熊野）

## 地理

### 通過する自治体
- 広島県
  - 庄原市

### 交差する道路
| 交差する道路                               | 交差する場所 | 交差する場所 |
| ------------------------------------------ | ------------ | ------------ |
| 広島県道255号比婆山公園森脇線 重複区間起点 | 西城町熊野   | 起点         |
| 広島県道255号比婆山公園森脇線 重複区間終点 | 西城町熊野   |              |
| 国道183号                                  | 西城町熊野   | 終点         |

### 沿線
- 比婆山
- 比婆山公園
- 熊野の大トチ - 県内有数の大トチの木が県道より500 m程脇道を行ったところにある。